# R Щита
R Щита (R Scuti, R Sct) — жёлтый сверхгигант, пульсирующая переменная типа RV Тельца в созвездии Щита.
Переменная R Щита был открыта в 1795 году английским астрономом Э. Пиготтом, в то время когда было известно лишь несколько переменных звёзд, и их классификации не существовало.
R Щита находится примерно в одном угловом градусе к северо-западу от рассеянного скопления Дикая Утка (M11, NGC 6705) на северном краю звёздного облака в созвездии Щита. При максимуме светимости переменная достигает яркости около 4m.5 величин и видна невооруженным глазом. Даже когда светимость звезды уходит в глубокий минимум 8m.8, R Щита можно найти даже самым скромным оборудованием. База данных AAVSO содержит более 110 000 наблюдений этой звезды, охватывающих почти столетие.

## Определение расстояния
Определение расстояния до звезды представляет известные трудности. С одной стороны, данные со спутника Hipparcos указывают, что параллакс звезды 2,32 миллисекунд дуги и, соответственно, расстояние до неё может быть определено в 431 парсек (1 410 световых лет). Однако изучение зависимости период — светимость, подобного тому, что используется для цефеид, показывает, что R Щита находится на расстоянии 750 парсек (2 400 световых лет) со светимостью около 9400 {\displaystyle L_{\odot }}. Подобная оценка делает R Щита в два раза более яркой, чем самые яркие звёзды типа RV Тельца. Сами авторы исследования сомневаются в высокой светимости звезды, и в результате расстояние предполагается вдвое меньшим.
До 2011 года расстояние до R Щита считалось равным 1410 световых лет, и, соответственно, светимость считалась равной 9400 ± 7100 солнечной, а радиус равным 87,4 солнечных. Новые данные со спутника Hipparcos указывают на гораздо меньшее расстояние, которое в настоящее время определяется в 870 световых лет (возможно, ± 20 %). Новые данные позволяют рассчитать, что светимость звезды составляет 1500—2000 солнечной, а её радиус около 60 солнечных (0,25 а.е., что составляет примерно 2/3 расстояния от Солнца до Меркурия — 0,39 а.е.) или меньше. В сочетании эти параметры определяют массу R Щита примерно в 6 раз больше солнечной.
Звёзды типа RV Тельца составляют небольшой, но интересный класс пульсирующих ярких жёлтых сверхгигантов. Такие звёзды, как правило, встречаются среди пожилых звёзд населения II и концентрируются в галактическом гало. Несколько звёзд этого класса были найдены в шаровых скоплениях и, следовательно, расстояния до них достаточно хорошо известны. По Уолгрену звёзды типа RV Тельца не были найдены в рассеянных звёздных скоплениях или Магеллановых Облаках. Также нет никаких свидетельств, что они являются членами двойных или кратных звёздных систем.
По типу переменности звёзды типа RV Тельца лежит где-то между цефеидами и миридами. При изучении этого класса звёзд можно больше узнать о периоде между двумя важными этапами эволюции звёзд. Звёзды этого класса имеют относительно небольшую массу, низкую металличность и находятся в том временном периоде, когда они переходят с асимптотической ветви гигантов к белым карликам. Этот переход не очень хорошо понятен, и звёзды типа RV Тельца могут выступить в качестве потенциального моста через плохоизученный эволюционный пробел. Этот пост-АВГ этап звёздной эволюции по астрономическим меркам очень короткий и длится всего несколько тысяч лет. Из-за высокой потери массы многие из них, вероятно, станут планетарными туманностями. Некоторые же из них могут развиваться так медленно, что околозвёздные оболочки рассеются прежде, чем стать заметными.
Звезда R Щита, по мнению исследователей, не является пост-АВГ звездой и ещё находится в стадии гелиевого горения. Масса пыли, окружающая звезду, оценивается как 0,1×10−5 {\displaystyle M_{\odot }}, средний размер пылинок оценивается в 1 мм. Сама пыль сосредоточена недалеко от поверхности звезды: размер пылевой оболочки не превышает 14 а.е. (расстояние от Солнца до области между Сатурном (9,5 а.е) и Ураном (19 а.е)).

## Трудности с классификацией
Путаница с классификацией звёзд типа RV Тельца происходит очень часто. Их ошибочно идентифицируют с красными полуправильными переменными (SRC), жёлтыми полуправильными переменными (SRD), а также по фотометрическим свойствам с переменными типа W Девы.
Несмотря на кривую блеска переменных типа RV Тельца, R Щита считалась отличной от них и не была сразу включена в этот класс после того, как появилась разветвлённая система классификации переменных звёзд, предложенная Г. Людендорфом в 1928 году. Исторически сложилось так, что классификация звёзд типа RV Тельца была основана на нескольких функциях и, к сожалению, не образовала однородный класс звёзд. В настоящее время звёзды типа RV Тельца классифицируются по трём параметрам:
1. по различиям в кривой блеска;
2. по периодам;
3. по спектральным особенностям.

Эти звёзды имеют характерные изменения кривой блеска, которые показывают чередования глубоких (первичных) и мелких (вторичных) минимумов, амплитуда при этом меняется в пределах 4m величин. Период определяется как интервал между двумя глубокими минимумами и колеблется от 30 до 150 дней, являясь промежуточным между длительным периодом цефеид и коротким периодом мирид. Звёзды эти, как правило, спектрального типа F или G (сравнимо с цефеидами) при минимальном блеске и G или К в максимуме блеска (похожи на мириды ранних спектральных классов). Именно на этапе спектральной классификации звёзды типа RV Тельца попадают сразу под два критерия. Кроме того, эти звёзды также обладают характеристиками класса светимости II-Ib, а иногда и Ia.
В ОКПЗ звёзды типа RV Тельца дополнительно классифицированы в зависимости от их фотометрических особенностей:
RVa — переменные типа RV Тельца, которые не меняют среднюю величину яркости. R Щита является примером этого типа.
RVb — переменные типа RV Тельца, которые периодически меняют среднюю величину яркости с периодом от 600 до 1500 дней (или более) с амплитудой до 2m величин. Сама RV Тельца является примером звезды этого типа.
В 1963 году Престон и др. выполнили спектроскопические и фотометрические исследования звёзд типа RV Тельца, в результате которого они были разделены на три различные группы на основе спектроскопических свойств, обозначенных буквами «А», «B» и «C». Звёзды класса А обычно включают в себя звёзды спектральных типов G или K, которые иногда могут показывать в спектре углеводородную группу CH и цианогруппу CN, а также показать присутствие оксида титана (TiO). B-звезды, как правило, богаты углеродом, со слабыми полосами поглощения металлов, и сильными полосами CH и CN между вторичным и первичным максимумами. Звёзды класса С показывают слабые металлические линии в спектре и напоминают звёзды B-класса, но с отсутствием CH или CN групп. Считается, что звёзды класса А более молодые и богатые металлами, чем класс C. В 1979 году Доусон подразделил звёзды A-типа на A1-звёзды, которые демонстрируют присутствие оксида титана вблизи минимума блеска, и звёзды типа А2 без такого поведения.
С помощью инфракрасных исследований было установлено, что звёзды типа RV Тельца обладают околозвёздной оболочкой из пыли, которая образуется во время пульсаций с помощью ударной волны. В 1985 году Ллойд Эванс предположил, что, возможно, две группы звёзд RVa и RVb не относятся к разным классам. RVb-звёзды могут просто находиться в активной фазе, в которой пылевая оболочка пополняется за счет образования пыли близко к звезде. Однако пыль может быть выметена звёздным ветром, и в отсутствие притока свежей пыли звезда поменяет свой класс на RVa, с гораздо менее плотной оболочкой. RVa-звёзды, по сути, имеют тонкие оболочки пыли или могут иметь плотную концентрацию пыли, но на больших расстояниях от звезды. В качестве альтернативы можно предположить, что два класса просто отражают последовательность эволюции звёзд. Анализ данных со спутника IRAS показывает, что темп потери массы звёздами типа RV Тельца, по-видимому, значительно сокращается, и, вполне вероятно, что эти звёзды только что прошли фазу быстрой потери массы, характерной для последней стадии асимптотической ветви гигантов, и в настоящее время больших выбросов пыли не происходит.

## Причина пульсаций
Хотя точная природа пульсаций звёзд типа RV Тельца до сих пор неизвестна, было предложено множество теорий для их объяснения. Одна из самых ранних теорий появилась вскоре после открытия R Щита Э. Пигготом, в которой он предположил, что изменения яркости R Щита объясняются вращением звезды со светлыми и темными пятнами. В настоящее время считается, что основная переменность возникает в результате пульсаций с резонансом 2:1 между основной модой и обертонами, накладывающимися на неё. Причиной изменений светового потока могут быть два (или более) отдельных вида атмосферных пульсаций, которые и определяют спектроскопические особенности звёзд. Этот процесс похож на процессы, происходящие с миридами и, таким образом, может указывать на эволюционную связь между ними и звёздами типа RV Тельца. Исследования Фокина 1994 года предсказывают, что две ударные волны образуются в ходе каждого цикла. Основная ударная волна больше по амплитуде, а вторая слабее и генерируется непосредственно перед вторичным минимумом яркости.

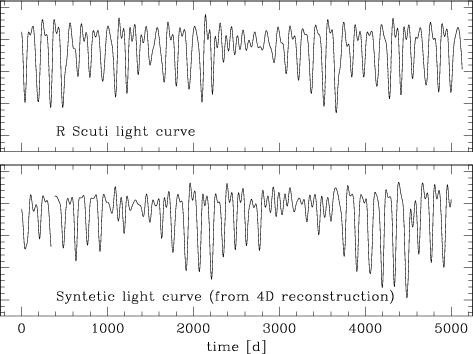
Вверху: Кривая блеска R Щита (сглаженная) — источник AAVSO; Внизу: синтетическая кривая блеска, полученная с помощью оператора эволюции динамических систем. Обратите внимание на сходство с наблюдаемой кривой блеска.

На основании анализа этих удивительных звёзд было высказано предположение, что низкоразмерностные хаотические пульсации могут играть определённую роль в наблюдаемых вариациях светимости. Реконструкция динамики R Щита показывает, что нерегулярная звёздная переменность большой амплитуды является результатом сложения низкоразмерностных хаотических пульсаций, которые возникают просто и естественно в динамике звезды. Свойства нерегулярных пульсаций могут быть использованы для исследования внутренней структуры звёзд и обеспечить новое понимание их строения и эволюции.

## Особенности R Щита
R Щита является самым ярким представителем звёзд типа RV Тельца. На основе фотометрических и спектроскопических особенностей можно установить, что она является членом класса RVa и имеет первичный период изменения светимости около 144 дней, и как звезда типа RVa она не проявляет никаких долгосрочных вариаций средней яркости.
Спектр звезды показывает сильные линии оксида титана (TiO), которые возникают, когда звезда снижает свою яркость до величины ниже 5m,8, но, как правило, отсутствуют в остальной большей части цикла. Яркие эмиссионные линии водорода появляются во время максимума светимости, которые становятся линиями поглощения после того, как звезда достигает пика яркости. Выбросы пыли после первичного минимума яркости связаны с первичной ударной волной. Они сильнее, чем выбросы, связанные со вторичными пульсациями, которые следуют за вторичными минимумами яркости.
С помощью спектроскопических исследований, полученных во время глубокого минимума в 1981 году, были обнаружены десятки малых выбросов, а также чрезвычайно сильные линии TiO. Предполагается, что концентрации пыли находятся вблизи поверхности звезды, а не в расширившейся атмосфере. Эти эмиссионные линии появляются, чтобы исчезнуть, как только звезда станет ярче.
В 1985 году было обнаружено, что R Щита достигла спектрального типа M5.3. Такое событие было зафиксировано только один раз во время глубокого минимума 1932 года. Продолжение исследований показало, что звезда сохранила свои линии TiO и во время максимума светимости.

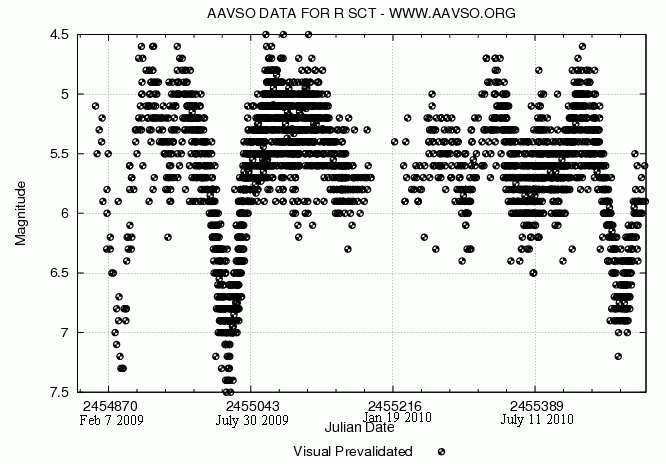
Кривая блеска R Щита в период с 1 января 2009 года по 24 ноября 2010 года. Нумерация дней — юлианская. Источник — AAVSO.

Было высказано предположение, что спектральное поведение R Щита во время минимума напоминает поведение звёзд типа R Северной Короны (RCB). Звёзды обоих классов имеют фотометрическое сходство, так как они обычно показывают резкие и глубокие провалы яркости на кривой блеска: они снижают яркость на 3m−7m величин почти за месяц и могут остаться на минимуме светимости от недели (звёзды типа RV Тельца) и до нескольких лет (RCB-звёзды). Кроме того, оба типа звёзд окружены оболочкой из околозвездной пыли.
Исследование изменений блеска R Щита на протяжении более века позволило обнаружить снижение периода пульсаций в 1941 году, когда он уменьшился с 70,95 до 70,0 дней. Таким образом, это исследование подтверждает точку зрения, что если звёзды типа RV Тельца являются пост-АВГ звёздами, то периоды их пульсаций должны уменьшаться, в связи с быстрой эволюцией в сторону более высоких температур и меньших радиусов.

## Наблюдения R Щита

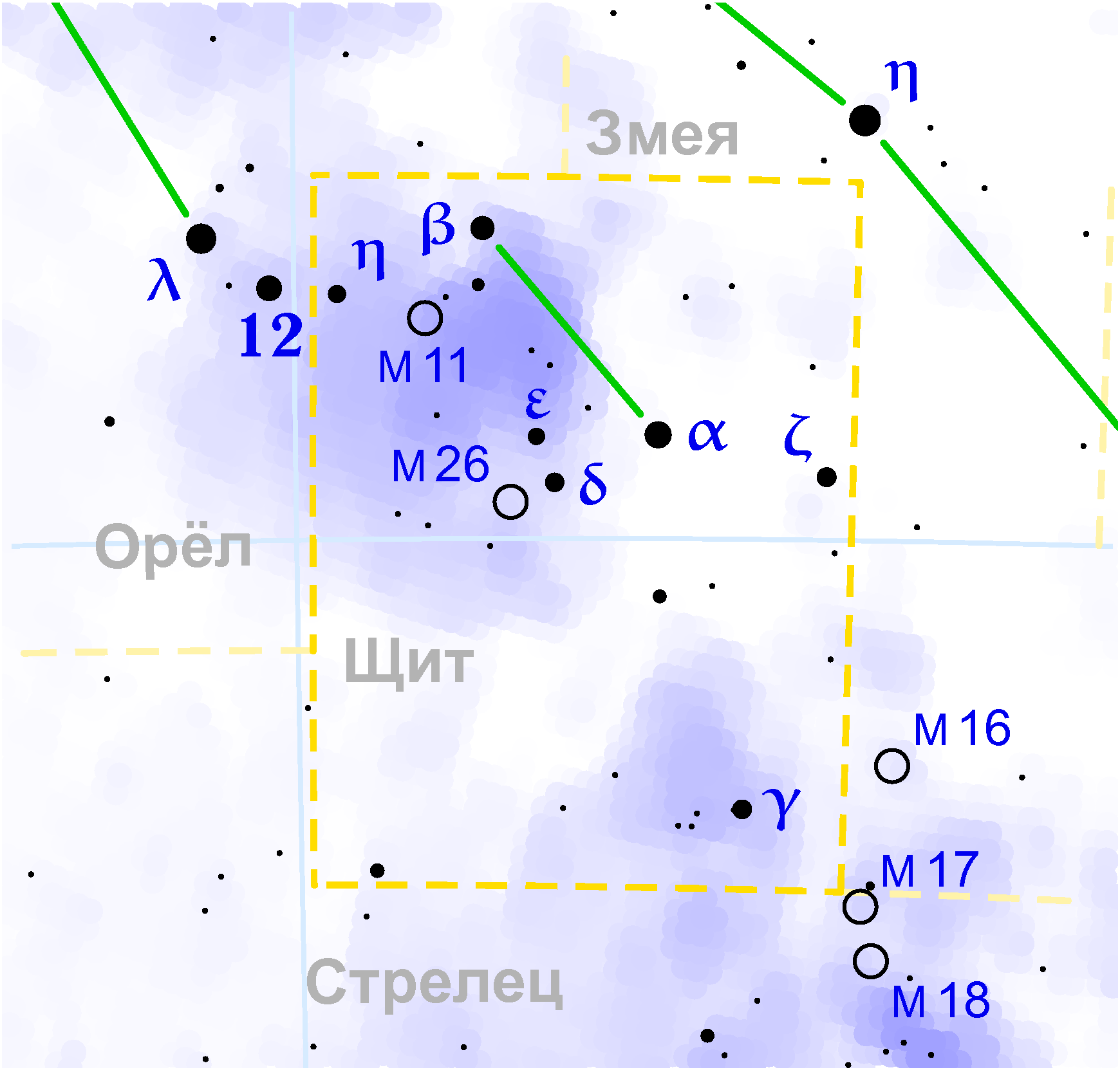
Положение R Щита на карте созвездия

Будучи одной из самых ярких звёзд типа RV Тельца, R Щита является довольно лёгким объектом для наблюдений, в том числе и для телескопов с небольшой апертурой. R Щита относительно легко найти с помощью двух ярких объектов, находящихся рядом с переменной. Первый — Бета Щита — расположен на 1° севернее, а второй — рассеянное звездное скопление M11 — расположен на 1° юго-восточнее. Созвездие Щит находится недалеко от небесного экватора, и поэтому R Щита хорошо видна как в северном, так и в южном полушарии.
Рекомендуемая частота наблюдений R Щита — несколько раз в неделю.